# Chiesa di Santa Maria della Neve (Buti)
La chiesa di Santa Maria della Neve, nota anche come Santa Maria in Valle Verde è una chiesa cattolica di Buti.

## Storia e descrizione
Compresa nell'antico castello di Panicale, lungo il corso del Riomagno, la chiesa in origine era detta di Santa Maria in Valle Verde, poi di Santa Maria ad Nives ed infine dell'Ascensione.
Costruita in stile romanico pisano presumibilmente tra l'XI ed il XII secolo, conserva all'esterno importanti elementi decorativi ed un'elegante abside spartita da lesene e coronata da archetti pensili poggianti su mensole variamente scolpite.
All'interno conserva affreschi settecenteschi attribuiti a Pietro Giarrè.
L'interno è ad unica aula con zona presbiteriale separata da tre arcate. Secondo un'antica tradizione la chiesa sarebbe stata costruita dalla setta dei "Liberi muratori", antesignani dei massoni, come confermerebbero la squadra ed il compasso scolpiti sull'architrave del portale laterale.